# Euphorbia hockii
Euphorbia hockii là một loài thực vật có hoa trong họ Đại kích. Loài này được De Wild. mô tả khoa học đầu tiên năm 1911.